# Jacob Moe Rasmussen
Jacob Moe Rasmussen (Amager, 19 de enero de 1975) es un ciclista danés ya retirado que fue profesional de 1999 al 2008.

## Palmarés
| 1999 - 1 etapa de la Vuelta a la Argentina - 3º en el Campeonato de Dinamarca en Ruta 2002 - Tour de Fyen 2003 - Tour de Fyen 2004 - Tour de Fyen - 1 etapa del Ringerike G. P. | 2005 - Tour de Fyen - Gran Premio Aarhus 2006 - Tour de Loir-et-Cher, más 3 etapas - 2 etapas del Ringerike G. P. - 2º en el Campeonato de Dinamarca en Ruta - 2º en el Campeonato de Dinamarca Contrarreloj 2007 - 2º en el Campeonato de Dinamarca en Ruta |